# Archipel des Sept Îles
Archipel des Sept Îles är en arkipelag utanför staden Sept-Îles i Kanada.   Den ligger i provinsen Québec, i den östra delen av landet, 800 km nordost om huvudstaden Ottawa.
Namnet betyder "sju öar" och dessa är Ilets de Quen, Île Manowin, Île du Corossol, La Grande Basque, La Petite Basque,  La Petite Boule och La Grosse Boule.